# Gonzalo Nenna
Gonzalo Nenna (3 de diciembre de 1996 en Ciudad Autonoma de Buenos Aires, Argentina) es un actor y productor de televisión argentino. Más conocido como "El Goni" en su rol de productor artístico de Soñé que Volaba en el canal de streaming OLGA En Vivo y por ser el productor de Migue Granados.

## Biografía
Gonzalo Nenna nació en el barrio de Recoleta, en Buenos Aires. De niño soñaba con ser actor. Estudió comedia musical, entre otros, con Hugo Midón, quien años más tarde se convertiría en el mayor referente de teatro para él. Algunos otros maestros con los que se formó son Raúl Serrano y Pompeyo Audivert.

## Carrera
Televisión
| Año  | Producción                 | Personaje                                |  | Notas        | Canal      |
| ---- | -------------------------- | ---------------------------------------- |  | ------------ | ---------- |
| 2003 | Showmatch                  | Participante de 30 segundos de fama kids |  | Participante | Canal 13   |
| 2004 | Agrandadytos               | Mini Larry De Clay                       |  | Actor        | Canal 13   |
| 2006 | "TVR" Televisión Registada | Gabriel Schultz de pequeño               |  | Actor        | Canal 13   |
| 2006 | Hechizada                  | Psicólogo Garonza                        |  | Actor        | Telefe     |
| 2008 | RSM                        | Participante con Mariana Fabiani         |  | Actor        | América TV |
| 2008 | Don Juan y su Bella Dama   | Rubencito Sanchez                        |  | Actor        | Telefe     |
| 2010 | Showmatch                  | Nene picante                             |  | Actor        | Canal 13   |
| 2011 | Adictos                    | Javier                                   |  | Actor        | Canal 10   |
| 2015 | Peligro Sin Codificar      | Reparto                                  |  | Actor        | Telefe     |

Cine
| Año  | Producción              | Personaje               | Dirección          |
| ---- | ----------------------- | ----------------------- | ------------------ |
| 2006 | El Tesoro del Portugues | El gordito de la pelota | Nestor Paternostro |
| 2008 | 100% Lucha, La Película | Javier                  | Juan Iribas        |
| 2012 | En Fuera de Juego       | Arquero                 | David Marqués      |

Teatro
| Año       | Título                | Papel          | Dirección         |
| --------- | --------------------- | -------------- | ----------------- |
| 2009      | Algo en Común         | Javier         | Santiago Doria    |
| 2012      | Cyrano de Bergerac    | Caballero      | Alfredo Martin    |
| 2013      | Laika, No Te Escondas | Javier         | Roberto Lachivita |
| 2015-2016 | Irene Baila           | Lautaro        | Juan Parodi       |
| 2017      | Ratón Perez           | Amigo de Perez | Leandro Orowitz   |